# Émile Amélineau
Émile Amélineau /eˈmil ameliˈno/ (La Chaize-Giraud, 1850 – Châteaudun, 12 gennaio 1915) è stato un archeologo, egittologo e coptologo francese.

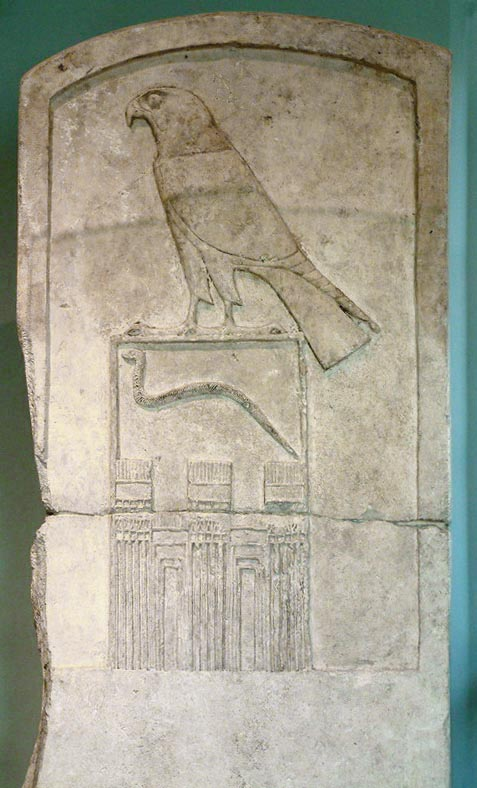
Stele tombale del faraone Djet, scoperta da Émile Amélineau, esposta presso il Museo del Louvre.

La sua fama è dovuta al lavoro di editore di testi copti precedentemente inediti. La sua reputazione fu però rovinata dagli scavi che intraprese ad Abido, dopo che Flinders Petrie, avendo riesaminato il sito in seguito, rivelò l'opera di distruzione compiuta da Amélineau.

## Biografia
Amélineau iniziò la propria carriera studiando teologia e fu ordinato sacerdote prima del 1878. Tra il 1878 ed il 1883 studiò egittologia e coptologia a Parigi, sotto la guida di Gaston Maspero e Eugène Grébaut, diventando nel 1883 membro della missione archeologica francese al Cairo dopo aver rinunciato ai voti. Nel 1887 discusse una tesi sullo gnosticismo egizio e ricoprì da allora numerosi incarichi accademici in Francia.
Amélineau pubblicò un gran numero di opere della letteratura copta e fu forse il più grande coptologo della sua generazione.
Sostenne l'ambizioso progetto di pubblicare i resti degli scritti di san Scenute, fondatore del monachesimo copto. Pubblicò una raccolta di testi copti e arabi, tutti più o meno legati al soggetto (1888-1895), e buona parte delle opere di Scenute fra il 1907 e il 1914, ma quest'ultima impresa fu interrotta dalla sua morte. Stephen Emmel affermò che la pubblicazione di questi testi era "troppo piena di errori da essere utile per obiettivi seri", ma nessun altro si assunse l'incarico di sostituire l'opera.
Amélineau svolse anche scavi in Egitto, nel periodo in cui l'archeologia non era ancora divenuta uno studio scientifico separato dal saccheggio di tombe e dalla ricerca di tesori. Buona parte del suo lavoro era incentrata sul Periodo Protodinastico dell'antico Egitto. Nel 1895 scoprì una stele su cui compariva il nome del faraone Djet, oggi esposta presso il Museo del Louvre. Fu il primo archeologo a scavare le tombe dei faraoni della I dinastia nella sezione Umm el-Qa'ab di Abido e i reperti che recuperò sono descritti in numerosi volumi pubblicati all'inizio del XX secolo.
Il suo operato negli scavi, comunque, attirò numerose critiche, non ultime quelle di Flinders Petrie, fondatore dell'egittologia scientifica moderna. Amélineau lavorò ad Abido tra il 1894 ed il 1898 e a Petrie fu concesso di scavare in questo sito da Gaston Maspero, capo del Servizio Antichità, dopo che Amélineau aveva dichiarato che non c'era più niente da scoprire. Petrie inorridì quando vide ciò che era stato fatto, e scrisse:
Dal momento che Amélineau aveva conoscenze molto influenti, si ritenne pericoloso avvertirlo del fatto che la concessione era stata riassegnata per timore che tornasse e quindi scoprì quello che era successo solo dopo alcuni anni.
Amélineau rispose alle critiche nella sua pubblicazione sui ritrovamenti, edita comunque piuttosto tardi. In sostanza, la sua esposizione si limita ad elencare semplicemente una serie di ritrovamenti di tombe ed artefatti, mentre Petrie, setacciando le macerie lasciate da Amélineau, riuscì a stabilire l'intera cronologia della I dinastia. L'applicazione di seri metodi scientifici rese famoso Petrie e di conseguenza la reputazione di Amélineau fu gravemente danneggiata. Jane A. Hill disse che "Amélineau non era un archeologo, e si limitò a saccheggiare i cimiteri in cerca di tesori che potesse rivendere ai collezionisti di antichità".
Un esempio dei limiti del lavoro di Amélineau è che 18 delle 20 targhette in avorio ed ebano che descrivono gli eventi chiave del regno del faraone Den furono ritrovate nella tomba del re da Flinders Petrie, rovistando tra le macerie lasciate da Amélineau.
Nel 1905 Amélineau donò una parte della sua collezione personale alla Società Archeologica di Châteaudun, che ora la espone presso il suo Musée des Beaux-Arts et d'Histoire Naturelle.
Il 28 aprile 1895 divenne socio dell'Accademia delle scienze di Torino.

## Opere
- Fragments coptes du Nouveau Testament dans le dialecte thébain, Recueil de travaux relatifs à la philologie, V (1884), pp. 105–139.
- Fragments de la version thebaine de l'ecriture (Ancien Testament), Recueil de travaux relatifs à la philologie, V (1886), pp. 10 ff.
- Essai sur le gnosticisme égyptien, ses développements et son origine égyptienne, E. Leroux, Parigi, 1887.
- Contes et romans de l'Égypte chrétienne (Parigi, 1888)
- La géographie de l'Egypte à l'époque copte (Parigi, 1893)
- Essai sur l'évolution historique et philosophique des idées morales dans l'ancienne Égypte, E. Leroux, Parigi, 1895.
- Les nouvelles fouilles d'Abydos, 1896-1897, compte-rendu in extenso des fouilles..., E. Leroux, Parigi, 1902.
- Notice des manuscrits coptes de la Bibliothéque Nationale (Parigi: 1895)
- Con A. Lemoine, Les nouvelles fouilles d'Abydos, 1897-1898, compte-rendu in extenso des fouilles..., E. Leroux, Parigi, 1904-1905.
- Prolégomènes à l'étude de la religion égyptienne, essai sur la mythologie de l'Égypte, n°21, Bibliothèque de l'école des hautes études, E. Leroux, Parigi, 1908.